# نبرد سن جاسینتو

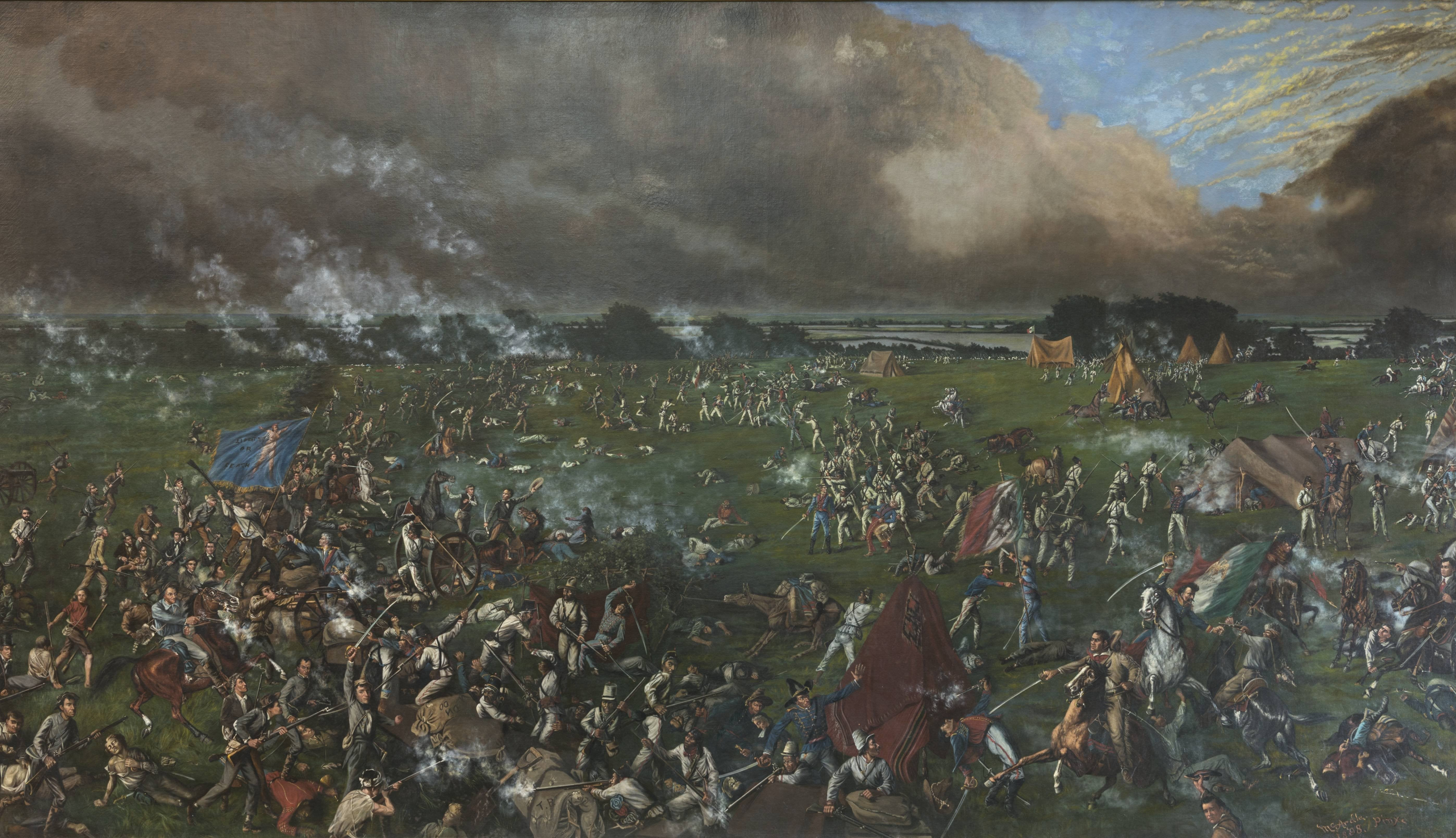
جنگندگان مکزیک در برابر تگزاس و ایالات متحده
قوای مکزیکی ها (۳۷۰۰ نفر) قوای تگزاسی‌ها (۴۵۰۰ نفر) نیروی کمکی ایالات متحده (۵۶۰۰ نفر)

نبرد سن جاسینتو (به انگلیسی: Battle of San Jacinto) نبردی بود بین قوای تگزاسی و ژنرال سانتا آنای مکزیکی که در ۲۱ آوریل ۱۸۳۶ رخ داد و منجر به شکست مکزیک و استقلال تگزاس از مکزیک و تشکیل جمهوری تگزاس گردید.
این نبرد که در نزدیکی شهر هیوستون امروزی رخ داد، به رهبری ژنرال ساموئل هیوستون ۱۸ دقیقه بیش نپایید و قوای آمریکایی نیروی برتر ارتش مکزیک به فرماندهی آنتونیو لوپز دو سانتا آنا را از پای در آوردند.
یادبود سن جاسینتو را برای بزرگداشت این واقعه بنا کردند.